# مایلز چاملی-واتسون
مایلز چاملی-واتسون (انگلیسی: Miles Chamley-Watson؛ زادهٔ ۳ دسامبر ۱۹۸۹) شمشیرباز اهل ایالات متحده آمریکا است.